# Hernán Díaz
|  | Aquest article tracta sobre el futbolista argentí. Si cerqueu l'escriptor, vegeu «Hernán Díaz (escriptor)». |

Hernán Díaz (26 de febrer de 1965) és un exfutbolista argentí.

## Selecció de l'Argentina
Va formar part de l'equip argentí a la Copa del Món de 1994.